# Bokijówka
Bokijówka – wieś w rejonie wołoczyskim, w obwodzie chmielnickim.
Miejsce narodzin Wacława Zbyszewskiego.